# False Divi Point
False Divi Point är en udde i Indien.   Den ligger i distriktet Krishna och delstaten Andhra Pradesh, i den södra delen av landet, 1 500 km söder om huvudstaden New Delhi.
Terrängen inåt land är mycket platt. Havet är nära False Divi Point åt sydväst.